# Борнхёвед
Борнхёвед (нем. Bornhöved) — община в Германии, в земле Шлезвиг-Гольштейн.
Входит в состав района Зегеберг. Подчиняется управлению Борнхёвед. Население составляет 3420 человек (на 31 декабря 2010 года). Занимает площадь 14,25 км².

## История
22 июля 1227 года при Борнхёведе произошло крупное сражение между датчанами и германскими князьями. Вальдемар II Победитель, король датский, осенью 1226 года начал боевые действия против Гольштейна и под Рендсбургом разбил графа Адольфа Шауенбургского. В следующем году Вальдемар покорил Дитмархию и, присоединив к себе войска герцога Оттона Люнебургского, обложил Зегеберг. Между тем, графы Шверинский и Гольштейнский, во владения которых вторгнулся Вальдемар, видя, что сами не могут сопротивляться, признали себя вассалами герцога Альбрехта I саксонского; к этому союзу примкнули архиепископ бременский Гергард, гор. Любек и несколько вендских князей.
На Борнгеведской равнине встретились оба противника. С переменным счастьем сражались они до вечера, пока ополчение Дитмархии, сражавшееся в рядах датчан по принуждению, не стало рубить самих датчан. Последние пришли в замешательство, и король Вальдемар II с трудом был спасён от плена. Около четырёх тысяч датчан были убиты, а остальные бежали. Эта победа имела большое значение для немцев, потому что дала им возможность расселяться по другую сторону Эльбы.
7 ноября 1813 года, во время войны шестой коалиции, при Борнхёведе произошло вооружённое столкновение между шведами и датчанами. Во время отступления 13-тысячной датской армии пр. Фридриха Гессенского от Штекница на линию Киль—Рендсбург, под натиском 45-тысячной армии шведов наследного принца Бернадота, шведскому генералу Шельдебранду удалось нагнать с 9 эскадронами датский арьергард. Шведы, молниеносно налетев на хвост колонны противника, смяли 2 эскадрона и часть пехоты , захватив при этом 2 орудия. На плечах бегущих они ворвались в деревню, но при выходе были встречены сильным огнём и отброшены от Борнхёведа с большими потерями.